# Patsy Cline's Golden Hits
| Recensione | Giudizio |
| ---------- | -------- |
| AllMusic   | [ 1 ]    |

Patsy Cline's Golden Hits è un album discografico compilation della cantante country statunitense Patsy Cline, pubblicato dall'etichetta discografica Everest Records nel maggio del 1962.

## Tracce

### LP
Lato A
1. Just Out of Reach (Of My Two Open Arms) – 2:27 (Virgil F. Stewart) – Registrato il 13 febbraio 1958 al Bradley Film and Recording Studio di Nashville, Tennessee
2. Ain't No Wheels on This Ship – 1:56 (Wayland D Chandler, W. S. Stevenson) – Registrato il 23 maggio 1957 al Bradley Film and Recording Studio di Nashville, Tennessee
3. Stop the World (And Left Me Off) – 2:28 (Carl Belew, W. S. Stevenson) – Registrato il 13 dicembre 1957 al Bradley Film and Recording Studio di Nashville, Tennessee
4. If I Could See the World (Through the Eyes of a Child) – 2:52 (Sammy Masters, Richard Pope, Tex Satterwhite) – Registrato il 13 dicembre 1957 al Bradley Film and Recording Studio di Nashville, Tennessee
5. I Can't Forget – 2:27 (Carl Belew, W. S. Stevenson) – Registrato il 23 maggio 1957 al Bradley Film and Recording Studio di Nashville, Tennessee
6. I Can See an Angel – 2:24 (Kay Adelman) – Registrato il 13 febbraio 1958 al Bradley Film and Recording Studio di Nashville, Tennessee

Lato B
1. Walking After Midnight – 2:32 (Alan Block, Don Hecht) – Registrato l'8 novembre 1956 al Music City Recording di Nashville, Tennessee
2. Too Many Secrets – 2:18 (Bobby Lile) – Registrato il 25 aprile 1957 al Decca Recording Studio di New York City, New York
3. Three Cigarettes in an Ashtray – 2:15 (Eddie Miller, W. S. Stevenson) – Registrato il 25 aprile 1957 al Decca Recording Studio di New York City, New York
4. In Care of the Blues – 2:36 (Eddie Miller) – Registrato il 22 maggio 1957 al Bradley Film and Recording Studio di Nashville, Tennessee
5. Hungry for Love – 2:29 (Eddie Miller) – Registrato il 23 maggio 1957 al Bradley Film and Recording Studio di Nashville, Tennessee
6. I Don't Wanta – 2:22 (Eddie Miller, W.S. Stevenson, Durwood Haddock) – Registrato il 23 maggio 1957 al Bradley Film and Recording Studio di Nashville, Tennessee

## Musicisti
Just Out of Reach (Of My Two Open Arms) / I Can See an Angel
- Patsy Cline - voce solista
- Hank Garland - chitarra
- Grady Martin - chitarra
- Harold Bradley - banjo, basso elettrico
- Bill McElhiney - tromba
- Beverly LeCroy - trombone
- Bob Moore - contrabbasso
- Farris Coursey - batteria
- Anita Kerr Singers (gruppo vocale) - accompagnamento vocale-cori
- Owen Bradley - produttore

Ain't No Wheels on This Ship / I Can't Forget / Hungry for Love / I Don't Wanta
- Patsy Cline - voce solista
- Hank Garland - chitarra
- Grady Martin - chitarra
- Harold Bradley - chitarra
- Jack Shook - chitarra acustica
- Owen Bradley - pianoforte
- Bob Moore - contrabbasso
- Farris Coursey - batteria
- Anita Kerr Singers (gruppo vocale) - accompagnamento vocale-cori
- Owen Bradley - produttore

Stop the World (And Left Me Off) / If I Could See the World (Through the Eyes of a Child)
- Patsy Cline - voce solista
- Hank Garland - chitarra
- Grady Martin - chitarra
- Floyd Cramer - organo
- Harold Bradley - basso elettrico
- Bob Moore - contrabbasso
- Farris Coursey - batteria
- Anita Kerr Singers (gruppo vocale) - accompagnamento vocale-cori
- Owen Bradley - produttore

Walking After Midnight
- Patsy Cline - voce solista
- Harold Bradley - chitarra
- Grady Martin - chitarra
- Don Helms - chitarra steel
- Owen Bradley - pianoforte
- Tommy Jackson - fiddle
- Bob Moore - contrabbasso
- Farris Coursey - batteria
- Owen Bradley - produttore

Too Many Secrets / Three Cigarettes in an Ashtray
- Patsy Cline - voce solista
- (possibile) Jack Pleis Orchestra
- (possibile) Anita Kerr Singers (gruppo vocale) - accompagnamento vocale-cori
- Paul Cohen - produttore

In Care of the Blues
- Patsy Cline - voce solista
- Hank Garland - chitarra
- Grady Martin - chitarra
- Harold Bradley - chitarra
- Jack Shook - chitarra acustica
- Owen Bradley - pianoforte
- Bob Moore - contrabbasso
- Farris Coursey - batteria
- Anita Kerr Singers (gruppo vocale) - accompagnamento vocale-cori
- Owen Bradley - produttore[3]

Note aggiuntive
- Gene Autry 4 Star Production - produttore pubblicazione album
- Francis & Monahan, Inc. - design copertina album originale
- Garrett-Howard, Inc. - fotografia copertina album originale
- Lee Zhito - note retrocopertina album originale[4]